# Kalanchoe mitejea
Kalanchoe mitejea är en fetbladsväxtart som beskrevs av Leblanc och R.-hamet. Kalanchoe mitejea ingår i släktet Kalanchoe och familjen fetbladsväxter. Inga underarter finns listade i Catalogue of Life.